# Štola Bílá holubice
Štola Bílá holubice (německy Weiße Taube) se nachází v Krušných horách severně od města Abertamy v okrese Karlovy Vary v Karlovarském kraji.

## Historie
Štola byla vyhloubena pravděpodobně již v 16. století, časem však byla zasypána a znovu objevena až v roce 2012. Ražena byla směrem k pásmu Zinngrübner, které bylo třetím nejbohatším na těžbu cínu na Zadní Hřebečné. Její ústí se nachází v nadmořské výšce 977 metrů. Vyražena byla v hlavní chodbě do délky 51 metrů a zhruba 20 metrů od jejího ústí se nachází i 19 metrů dlouhá odbočka.

## Současnost
Po jejím obnoveném odkrytí byl proveden průzkum, na jehož základě vznikla u štoly informační tabule. V současné době je štola veřejnosti nepřístupná. Dostat se k ní dá po červené turistické značce z Hřebečné, vede tudy i Naučná stezka Hřebečná.